# تيرس الغربية
تيرس الغربية كان اسم يطلق على الجزء الجنوبي من الصحراء الغربية، والذي كان تحت السيطرة الموريتانية بين عامي 1975 و1979.

## الخلفية
ضمت موريتانيا ثلث المستعمرة الإسبانية في العام 1975 بعد اتفاق مدريد، مع ضم المغرب الثلث الشمالي (الساقية الحمراء والنصف الشمالي من وادي الذهب). ادعى كلا البلدين أن له حقوقًا تاريخية على المنطقة، في حين أن الأمم المتحدة طالبت بأن يكون للسكان الأصليين (الصحراويين) حق تقرير المصير من خلال استفتاء حول انضمام لإحدى الدولتين أو إنشاء دولة مستقلة. كان هذا الأخير الخيار المفضل لجبهة البوليساريو، وهي منظمة صحراوية حاربت قواتها في حرب عصابات ضد البلدين وكذلك ضد إسبانيا حيث أثبتت فعالية هجماتها على موريتانيا. لقد جلبت ضربات البوليساريو ضد الألغام الحديدية في الزويرات، فضلًا عن تكاليف الحرب، البلاد إلى حافة الانهيار الاقتصادي، وأنتجت توترات متزايدة في الجيش الموريتاني.
في العام 1978، تعرضت حكومة الحزب الواحد التي يتزعمها المختار ولد داداه للخطر الشديد بسبب المجهود الحربي الفاشل حيث سقطت في انقلاب نفذه ضباط ساخطين من الجيش. انسحبت موريتانيا لاحقًا من النزاع، وأنهت مطالبها بأي جزء من الصحراء الغربية، وسحبت قواتها، فدخل المغرب المناطق التي كانت تحتلها موريتانيا، حيث ادعى منذ ذلك الحين ملكيته للأرض برمتها رغم معارضة البوليساريو المستمرة ومعها داعمتها الرئيسية الجزائر. اعترف الرئيس الموريتاني محمد خونه ولد هيداله في العام 1984 بالجمهورية العربية الصحراوية الديمقراطية المدعومة من البوليساريو باعتبارها صاحبة السيادة الشرعية للمنطقة. وبعد إسقاطه في انقلاب عسكري آخر في وقت لاحق من نفس العام، جرى التقليل من أهمية هذا الموقف - مع عدم إلغاءه صراحةً - من أجل استرضاء المغرب.

## الحدود والخصائص
كانت تيرس الغربية هي النصف الأدنى من وادي الذهب، المقاطعة الجنوبية من الصحراء الإسبانية السابقة، حيث تبلغ مساحتها 88000 كيلومتر مربع (33977 ميل مربع) ويبلغ عدد سكانها 12897. كانت تتألف في معظمها من الأراضي الصحراوية القاحلة، والتي لا يقطنها سوى عدد قليل من البدو الصحراويين الذين فر الكثير منهم إلى ولاية تندوف الجزائرية في العام 1975. تنتشر بضع مستوطنات صغيرة على الساحل وأكبرها، الداخلة (فيا سيسنيروس سابقًا)، التي كانت عاصمة المقاطعة.
في حين تشير بعض التقارير إلى أن المنطقة قد تحتوي على كميات مهمة من الموارد المعدنية مثل الحديد - وهناك تكهنات، ولكنها بدون دليل على وجود نفط بحري - إلا أن الحرب منعت أي جهود جادة للتنقيب. يبقى هذا في الغالب غير مستكشف وغير مستغل حتى اليوم. الاستثناء هو مياه الصيد الأطلسية الغنية التي لم تستخدمها موريتانيا، والتي يستخدمها المغرب والسفن الأجنبية بموجب تراخيص مغربية.
يشير اسم «تيرس» إلى سهل صحراوي بالصحراء. توجد منطقة تسمى ولاية تيرس زمور في المقاطعة الشمالية الموريتانية (في أراضيها المعترف بها دوليًا) حيث يشير مصطلح «زمور» إلى سلسلة جبال في الصحراء الغربية الوسطى.
استندت مطالبات حكومة ولد داداه بالإقليم إلى العلاقات الثقافية والقبلية القوية بين المور الموريتانيين وقبائل الصحراء الغربية. جادلت الحكومة بأنهم كانوا جميعًا من نفس الشعب، كما طرحت فكرة السيادة السابقة على المنطقة قبل الاستعمار من قبل بعض الإمارات الموريتانية (الإقطاعيات القبلية) على بعض هذه القبائل. زعمت موريتانيا في العام 1975 أمام محكمة العدل الدولية أن الصحراء الإسبانية بأكملها شكلت تاريخيًا جزءً من «بلاد شنقيط» التي زعمت موريتانيا أنها كانت جماعة قبلية ودينية غير معلنة. لكنها اعترفت أيضًا بعدم وجود دولة موريتانية أبدًا حتى تطالب بالأرض، لأن موريتانيا نفسها كانت من صنع الاستعمار الفرنسي في العصر الحديث. أدركت المحكمة أهمية هذه الروابط الثقافية، لكنها أعلنت أنها هذه الروابط لم تشكل السيادة على الأرض أو سكانها قبل الاستعمار، ولا يمكنها وحدها تبرير السيادة اليوم. وبدلًا من ذلك، أوصت بعملية تقرير مصير قياسية حيث تمنح الصحراويين خيار الاندماج مع موريتانيا و / أو المغرب، أو الاستقلال.

## الموقف الموريتاني الحالي
في السنوات اللاحقة، حافظت الحكومة الموريتانية على سياسة الحياد الصارم بين البوليساريو والمغرب، مع الإبقاء على اعترافها بالبوليساريو. ومع هذا تُعبر أجزاء صغيرة من المعارضة السياسية الموريتانية من حين لآخر عن اهتمامها بالمنطقة مع أن الدعوة المباشرة لإعادة السيطرة عليها نادرة جدًا. هناك مجموعات أخرى تدعم إما البوليساريو أو المغرب. يتمثل الموقف الرسمي لمعظم الأطراف في دعم أي نتيجة نهائية مقبولة لطرفي النزاع المتبقين، وقد كان هذا أيضًا موقف الحكومة منذ أواخر الثمانينيات حتى لو تباينت مع العلاقات مع المغرب.
إن الإقليم مقسم فعليًا الآن بين القوات المغربية وقوات البوليساريو على طول الجدار المغربي، مع سريان وقف لإطلاق النار في انتظار نتائج عملية الأمم المتحدة لتقرير المصير.